# Геліосферний струмовий шар

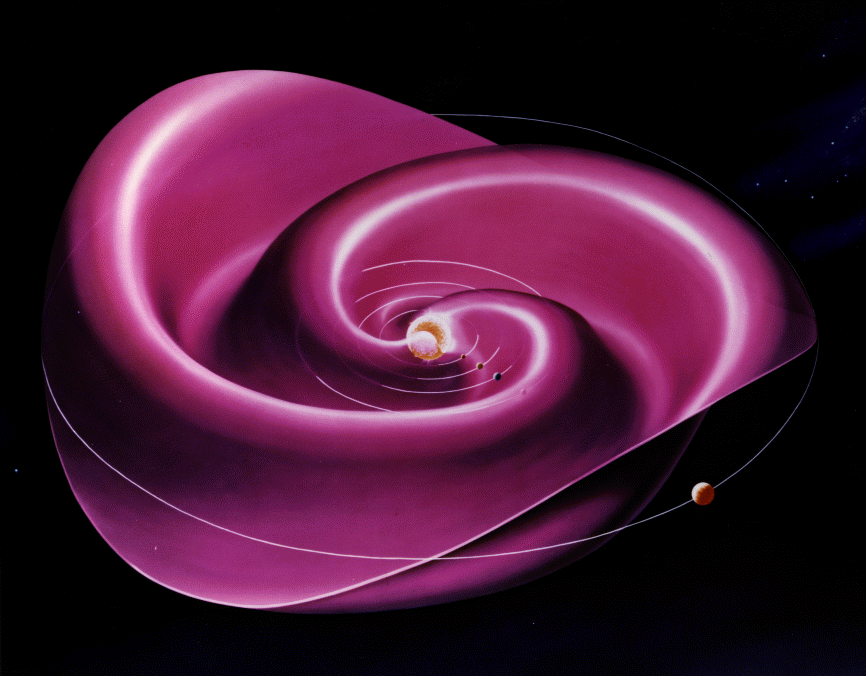
Геліосферний струмовий шар

Геліосферний струмовий шар є поверхнею в межах Сонячної системи, при перетині якої змінюється полярність магнітного поля Сонця. Ця поверхня простягається вздовж екваторіальної площини Сонця і досягає меж геліосфери. Форма струмового шару визначається впливом магнітного поля Сонця на плазму, що знаходиться в міжпланетному просторі. Товщина токового шару становить близько 10 000 км. У струмовому шарі спостерігається слабкий електричний струм (звідки і назва) — близько 10-10 А/м². Цей струм формує частину струмового контуру Сонця. Іноді Геліосферний струмовий шар називають міжпланетним струмовим шаром.

## Магнітне поле
Глобальне магнітне поле Сонця, що включає в себе магнітне поле сонячної корони та міжпланетне магнітне поле. Міжпланетне магнітне поле має секторну структуру і містить нейтральний струмовий шар. Структура сонячної магнітосфери визначається 11-річним циклом сонячної активності.